# AH17
AH17 (tức đường Xuyên Á 17) là một con đường trong hệ thống đường Xuyên Á chạy hoàn toàn trên lãnh thổ Việt Nam. Tuyến đường bắt đầu tại thành phố Đà Nẵng, đi theo các tuyến quốc lộ 14B, 14, 13, 51 và kết thúc tại thành phố Vũng Tàu.
Hiện nay, đường AH17 gồm hai đoạn:
- Đoạn thứ nhất trùng với toàn bộ Quốc lộ 51 từ thành phố Biên Hòa đến thành phố Vũng Tàu
- Đoạn thứ hai đi từ Đà Nẵng vào Thành phố Hồ Chí Minh như sau:
  - Đường có điểm đầu là cảng Tiên Sa, đi theo các tuyến đường Yết Kiêu, Ngô Quyền, Ngũ Hành Sơn, cầu Tiên Sơn, Cách mạng Tháng Tám (tức Quốc lộ 14B ở nội thành Đà Nẵng), rồi tiếp tục theo Quốc lộ 14B đến huyện Nam Giang, tỉnh Quảng Nam.
  - Từ thị trấn Thạnh Mỹ, tuyến đường đi theo Quốc lộ 14 (đường Hồ Chí Minh) qua các tỉnh Tây Nguyên gồm: Kon Tum, Gia Lai, Đắk Lắk, Đắk Nông đến thị xã Chơn Thành (tỉnh Bình Phước).
  - Từ ngã tư Chơn Thành, đường AH17 theo Quốc lộ 13 đi về hướng nam qua tỉnh Bình Dương rồi kết thúc tại ngã tư Bình Phước (thành phố Thủ Đức, Thành phố Hồ Chí Minh).
- Cả 2 đoạn trên được kết nối qua  (đoạn từ ngã tư Bình Phước đến Ngã tư Vũng Tàu)

Trong tương lai,  (đoạn Túy Loan - Chơn Thành),  (đoạn Tuý Loan - Ngọc Hồi),  (đoạn Chơn Thành - Thuận An) và  (đoạn Long Thành - Bà Rịa) (trong đó 2 đoạn  (đoạn Chơn Thành - Thuận An) và  (đoạn Long Thành - Bà Rịa) được kết nối qua  (đoạn Thuận An - Long Trường) và  (đoạn Long Trường - Long Thành)) sẽ trở thành tuyến đường chính của đường AH17 sau khi hoàn thành, còn Quốc lộ 14B, 14, 13, 51 và Đường Hồ Chí Minh sẽ chỉ được coi là tuyến nhánh phụ của đường này.